# Александар Лаказет
Александар Лаказет (фр. Alexandre Lacazette; 28. мај 1991) професионални је француски фудбалер који игра на позицији нападача у Премијер лиги за Олимпик Лион и репрезентацију Француске.
Лаказет је постао познат као члан академије у Лиону, где је професионално дебитовао са 19. година. Помогао је клубу да освоји Куп и Суперкуп Француске 2012. године, и проглашен је за играча године Лиге 1 у сезони 2014-15. Током свог играња у Француској, Лаказет је стекао репутацију врсног стрелца и нападача, који је забележио вишеструке сезоне са двадесет и више голова, што му је омогућило трансфер у Арсенал у тадашњем клупском рекорду од 46,5 милиона фунти (53 милиона евра) 2017. године.
Од дебитовања за националну селекцију, Лаказет представља Француску на свим нивоима. Био је кључни играч у победи Француске на Европском првенству до 19 година, где је постигао победнички гол у финалу против Шпаније. Затим је имао деби за „А” репрезентацију у јуну 2013. године, а свој први гол постигао у марту 2015. године.
Лаказет је познат по дриблингу, ритму и способности са обема ногама, као и његовој упорности да притисне и реши када је у поседу. Лаказет је упоређен са бившим играчем Арсенала Ијана Рајта од стране Жерара Улијеа.

## Биографија
Александар Лаказет је рођен 28. маја 1991. у породици из Гваделупа. Он је најмлађе дете из породице од 4 дечака. Један од његових браћа, Беноит, играо је у Швајцарској другој дивизији и Француској четвртој дивизији и био је тренер Лиона футсал клуб. Његов рођак Ромуалд Лаказет је такође професионални фудбалер и игра као централни везни играч. Лаказет је почео да игра фудбал у старости од 7 година за свој локални клуб Елан Спортиф у осмом округу Лиона.

## Клупска каријера

### Лион

#### Млади и резервни тимови
По доласку у клуб, Лаказет је почео да тренира у центру Тола Вологе, центру за тренирање у клубу. Током тренирања, био је упоређен са бившим нападачем Лиона Сонијем Андерсоном од стране многих тренера, укључујући самог играча. Као омладински играч, Лаказет је играо у клубу испод 18-тим који је завршио на трећем месту у Шампионат Национал испод 18 година током сезоне 2007-08. Следеће сезоне, почео је да наступа за резервни тим аматерског клуба Првенство Француске (ЦФА), пет голова у 19 мечева Првенство Француске (ЦФА). У сезони 2009-10, Лаказет је имао велику акцију у ЦФА-у, постигао 12 голова на 22 наступа.

#### Сезоне 2011—16
Лаказет је постигао једини гол за Лион у финалу Лига купа против Париз Сен-Жермен, међутим његов клуб је изгубио са 2-1. У септембру 2014. године, Лаказет је потписао двогодишње продужење уговора, везујући се за клуб до 2018. године. Он је постигао свој први хат-трик 5. октобра 2014. године, постигавши све голове у победи домаћина 3-0 Лига 1 над Лилом. 26. априла 2015. Лаказет је оборио клупски рекорд за Лигу 1 са постигнутих 26 голова у једној сезони у Лиги 1. Андре Гај је постигао укупно 25 голова у Дивизији 1 у сезони 1968/69. Завршио је сезону 2014/15. као најбољи стрелац у Лиги 1, постигао је укупно 27 голова. Лаказет је завршио изванредну сезону тако што је проглашен за играча године за сезону 2014/15.
Услед трансфер шпекулација из више клубова из Премијер Лиге, као што је Арсенал, Лаказет је потписао нови уговор, продужујући постојећи уговор са Лионом до 2019. Дана 8. новембра 2015, постигао је све голове у домаћој победи 3-0 над локалним ривалом Сент Етјеном. Дана 9. јануара 2016. постигао је први гол на новоотвореном стадиону Парк Олимпик Лион, у победи од 4-1 над Тројом у утакмици Лиге 1.

#### Сезона 2016/17.
Дана 29. октобра 2016. године Лаказет је постигао два гола у Лионовој победи резултатом 2-1 против Тулузе у Лиги 1, тако је регистровао свој 100. и 101. гол на свим такмичењима за Лион, престигавши Жуниња Пернамбукана (који је постигао 100 голова у 350 утакмица за Лион) и постао четврти најбољи стрелац у Лионовој историји. Дана 22. новембра, постигао је једини гол у 72. минуту групне фазе УЕФА Лиге шампиона у групи Х, у победи од 1-0 против Динамо Загреба, како би стигли до нокаут фазе 2016. године УЕФА Лиге шампиона.
Почетком фебруара 2017. Лаказет је, наводно, на телевизијској емисији Канал Фудбалски Клуб открио намеру да напусти Олимпик Лион у лето 2017. Дана 10. фебруара, Жан Мишел Ола, председник клуба, негирао је да је Лаказет тражио да напусти клуб на лето и рекао да су Лаказетови коментари медији извукли из контекста.

### Арсенал

#### Трансфер
Дана 5. јула 2017. Лаказет је потписао уговор о петогодишњем уговору за клуб из Премијер Лиге Арсенал за клупски рекорд. Лион је отркио да је почетни трошак износио 53 милиона еура (£ 46,5 милиона фунти) плус до € 7 милиона (6,1 милиона фунти) потенцијалних бонуса. Накнада је била највећа икада примљена од Лиона од продаје играча, што је премашило рекорд од 41,5 милиона евра (37,7 милиона евра) од трансфера Корентин Толисо у Бајерн Минхен три недеље раније. Накнада за трансфер такођер је премашила претходни рекорд Арсенала 50 милиона евра (42,5 милиона фунти) да је Арсенал у 2013. години платио Реал Мадриду за Месут Озил.
Објављено је у мају 2017. да је постигнут вербални договор за Лаказета да се придружи Атлетико Мадриду на лето 2017. године, али то је пропало 1. јуна 2017. године, након што је Арбитражни суд за спорт одобрио забрану Атлетика Мадрида да региструје играче за два трансферна прозора (1. јануара - 2. фебруара 2017. и 1. јуна - 31. августа 2017. године) коју је ФИФА у фебруару 2016. године изрекао клубу због кршења правила ФИФА због потписивања малолетника. Лаказет је добио дрес са бројем 9.

#### Сезона 2017/18.
Дана 6. августа 2017. године, Лаказет се први пут појавио у дресу Арсенала на утакмици ФА Комјунити шилду против Челсија. Упркос томе што је средином првог полувремена постигао погодак, Арсенал је на крају освојио 4-1 на пеналима након што је утакмица завршила 1-1 у регуларном делу. Ова победа представља своју прву победу у Арсеналу 11. августа, Лаказет је направио свој деби у Премијер лиги против Лестер Сити и постигао је после 94 секунди за вођство Арсенала повели су 1-0 у евентуалној победи од 4-3. Лаказет такође је успео да постигне у обе Арсеналове наредне утакмице кући, постигао други гол за Арсенал у победи 3-0 над Боурнмутом, након тога постигао је 2 гола за клуб у 2-0 победи над Вест Бромвич Албион. Са својим головима против Вест Брома, Лаказет је постао први Арсеналов играч који је постигао голове у прве три домаће лигашке утакмице у клубу од Брајана Мервуда у септембру 1988. године.
Лаказет је постигао свој први гостујући гол за Арсенал, у победи екипе од 2-5 против Евертона у Гудисон Парк-у, примајући пас од Месут Озила, за трећи гол. Лаказет је остварио свој 6. гол у сезони у Арсеналовом поразу 3-1 од Манчестер Ситија након што је прими пас од Арона Ремзија, упркос томе што није започео утакмицу. У новембру је Лаказет отворио утакмицу тако што је постигао гол за Арсенал у победи 5-0 против Хадерсфилд Таун и у децембру, постигао је једини гол за Арсенал у домаћем поразу 1–3 од Манчестер Јунајтеда.
Након дуготрајног периода у одсуству због повреде, Лаказет се вратио у Арсеналову екипу у победи домаћег 3-0 над Стоук Сити у марту, где је заменио Денија Велбека у 61. минуту и постигао трећи гол за Гунере након новог потписа и за пенале је именован Пјер-Емерик Обамејанг, дозволио је Лаказету да изведе пенал. Лаказет би затим двапут постигао на свом дебију у Лиги Европе за Арсенал, у победи 4-1 против ЦСКА Москва, обележавајући свој први гол на европском такмичењу за клуб. Лаказет је тада регистровао свој трећи гол у европском фудбалу за Арсенал, постигао гол у полуфиналу 1-1 са Атлетико Мадридом. Гол је био седми Лаказетов у седам утакмица за клуб од повратка после повреде. Лаказет је постигао у финалналном домаћем мечу за Арсена Венгера, 5-0 против Бернлија - постигавши други гол тима (његов 14. лигашки гол у сезони), Лаказет је такође асистирао за први гол у утакмици.

## Репрезентација
Дана 23. маја 2013. године, Лаказет је примио први позив након повлачења Жеремија Менеза због повреде. Дебитовао је 5. јуна, као замена за Оливијеа Жируа у 58. минуту у пријатељском поразу против Уругваја на Стадион Сентенарио у Монтевидеу. Лаказет је постигао свој први међународни гол 29. марта 2015. године, отварајући победу од 2-0 против Данске на стадиону Жофроа-Гишар у Сент-Етјену. Током меча, био је извиждан од стране локалних навијача због ривалства Лиона и Сент-Етјена.14. новембра 2017. Лаказете је носио капитенску траку за Француску ту пријатељској утакмици против Немачке у евентуалној нерешеној утакмици резултатом 2-2.

## Стил игре
Лаказет је претходно играо као крило за Лион, пре него што је постао нападач. Као и голови, карактеристике његове игре су брзина и дриблинг. Он такође притиска своје противнике и осваја лопту користећи своју способност уклизавања. Француски тренер Жерар Улије је у јулу 2017. рекао да је Лаказет мало попут бившег нападача Арсенала Ијана Рајта.

## Статистика каријере

### Клупска
Ажурирано 18. јануар 2021.
| Клуб              | Сезона            | Лига                | Лига    | Лига   | Куп     | Куп    | Лига куп | Лига куп | Европа  | Европа | Остало  | Остало | Укупно  | Укупно |
| Клуб              | Сезона            | Дивизија            | Наступи | Голови | Наступи | Голови | Наступи  | Голови   | Наступи | Голови | Наступи | Голови | Наступи | Голови |
| ----------------- | ----------------- | ------------------- | ------- | ------ | ------- | ------ | -------- | -------- | ------- | ------ | ------- | ------ | ------- | ------ |
| Лион              | 2009/10.          | Прва лига Француске | 1       | 0      | 0       | 0      | 0        | 0        | 0       | 0      | —       | —      | 1       | 0      |
| Лион              | 2010/11.          | Прва лига Француске | 9       | 1      | 0       | 0      | 0        | 0        | 2       | 1      | —       | —      | 11      | 2      |
| Лион              | 2011/12.          | Прва лига Француске | 29      | 5      | 4       | 2      | 4        | 2        | 6       | 1      | —       | —      | 43      | 10     |
| Лион              | 2012/13.          | Прва лига Француске | 31      | 3      | 0       | 0      | 0        | 0        | 5       | 1      | 1       | 0      | 37      | 4      |
| Лион              | 2013/14.          | Прва лига Француске | 36      | 15     | 2       | 2      | 4        | 3        | 12      | 2      | —       | —      | 54      | 22     |
| Лион              | 2014/15.          | Прва лига Француске | 33      | 27     | 2       | 2      | 1        | 1        | 4       | 1      | —       | —      | 40      | 31     |
| Лион              | 2015/16.          | Прва лига Француске | 34      | 21     | 2       | 0      | 1        | 0        | 6       | 2      | 1       | 0      | 44      | 23     |
| Лион              | 2016/17.          | Прва лига Француске | 30      | 28     | 1       | 1      | 1        | 1        | 12      | 7      | 1       | 0      | 45      | 37     |
| Лион              | Укупно            | Укупно              | 203     | 100    | 11      | 7      | 11       | 7        | 47      | 15     | 3       | 0      | 275     | 129    |
| Арсенал           | 2017/18.          | Премијер лига       | 32      | 14     | 0       | 0      | 2        | 0        | 4       | 3      | 1       | 0      | 39      | 17     |
| Арсенал           | 2018/19.          | Премијер лига       | 35      | 13     | 2       | 0      | 2        | 1        | 10      | 5      | —       | —      | 49      | 19     |
| Арсенал           | 2019/20.          | Премијер лига       | 30      | 10     | 4       | 0      | 0        | 0        | 5       | 2      | —       | —      | 39      | 12     |
| Арсенал           | 2020/21.          | Премијер лига       | 16      | 7      | 1       | 0      | 2        | 1        | 3       | 1      | 0       | 0      | 22      | 9      |
| Арсенал           | Укупно            | Укупно              | 113     | 44     | 7       | 0      | 6        | 2        | 22      | 11     | 1       | 0      | 149     | 57     |
| Укупно у каријери | Укупно у каријери | Укупно у каријери   | 316     | 142    | 18      | 7      | 17       | 9        | 69      | 26     | 4       | 0      | 424     | 186    |

1. ↑  Наступи у Купу Француске и ФА купу
2. ↑  Наступи у Лига купу Француске и Енглеском Лига купу
3. 1 2 3  Наступи у УЕФА Лиги шампиона
4. 1 2 3 4 5 6  Наступи у УЕФА Лиги Европе
5. 1 2 3  Наступ у Суперкупу Француске
6. ↑  Четири наступа у УЕФА Лиги шампиона, осам наступа и два гола у УЕФА Лиги Европе
7. ↑  Четири наступа и један гол у УЕФА Лиги шампиона, осам наступа и шест голова у УЕФА Лиги Европе
8. ↑  Наступ у ФА Комјунити шилду

### Репрезентативна
Ажурирано 14. новембра 2017.
| Француска | Француска | Француска |
| Година    | Наступи   | Голови    |
| --------- | --------- | --------- |
| 2013      | 2         | 0         |
| 2014      | 3         | 0         |
| 2015      | 5         | 1         |
| 2017      | 6         | 2         |
| Укупно    | 16        | 3         |

### Голови за репрезентацију
| #  | Датум              | Место                                       | Противник | Гол   | Резултат | Такмичење   |
| -- | ------------------ | ------------------------------------------- | --------- | ----- | -------- | ----------- |
| 1. | 29. март 2015.     | Стадион Жофроа-Гишар, Сент Етјен, Француска | Данска    | 1 : 0 | 2 : 0    | Пријатељска |
| 2. | 14. новембар 2017. | Стадион Рајненергија, Келн, Немачка         | Немачка   | 1 : 0 | 2 : 2    | Пријатељска |
| 3. | 14. новембар 2017. | Стадион Рајненергија, Келн, Немачка         | Немачка   | 2 : 1 | 2 : 2    | Пријатељска |

## Трофеји

### Клупски
Лион
- Куп Француске: 2011–12.
- Суперкуп Француске: 2012.

Арсенал
- ФА куп: 2019/20.
- ФА Комјунити Шилд: 2017.

### Репрезентативни
Француска до 19
- Европско првенство у фудбалу до 19 година: 2010.

### Индивидуални
- Светско првенство у фудбалу до 20 година Бронзана копачка: 2011
- УНФП Лига 1 тим године: 2013–14, 2014–15, 2016–17
- УНФП Лига 1 играч године : 2014–15
- Лига 1 најбољи стрелац : 2014–15
- Онзе де Бронза: 2014–15
- УНФП играч месеца : децембар 2014, јануар 2015, август 2016
- УЕФА Лига Европе састав сезоне : 2016–17